# Bangladesh Jamaat-e-Islami
Bangladesh Jamaat-e-Islami (BJI; bengalisch বাংলাদেশ জামায়াতে ইসলামী, Bāṃlādeś Jāmāẏāte Islāmī), bis 2008 Jamaat-e-Islami Bangladesh, kurz auch Jamaat genannt, ist die größte islamistische Partei in Bangladesch. Sie kämpft für eine Islamisierung des politischen Systems von Bangladesch und eine Wiedervereinigung des Landes mit Pakistan. Die BJI ist aus dem ost-pakistanischen Zweig der Jamaat-e-Islami Pakistan hervorgegangen. Ihren größten Wahlerfolg auf nationaler Ebene erlebte die Partei bei den Parlamentswahlen von 1991, bei denen sie 12,13 Prozent der Stimmen erreichte, danach verringerte sich ihr Stimmenanteil sukzessive. Zwischen 2001 und 2006 war die Jamaat an der Regierung beteiligt. Ein Großteil der Führungsriege der Partei wurde aber zwischen 2013 und 2015 aufgrund von Kriegsverbrechen während des Unabhängigkeitskrieges von 1971 zum Tode verurteilt und hingerichtet. Aufgrund eines Urteils des Obersten Gerichtshofs von Bangladesch hat die Partei am 1. August 2013 ihre Registrierung bei der nationalen Wahlkommission verloren und ist seitdem von den Parlamentswahlen ausgeschlossen. Bei den Upazila-Wahlen von 2014 konnte sie aber als drittstärkste Partei nach der Awami-Liga und der BNP abschneiden.

## Ideologische Ausrichtung
Die Ideologie der Jamaat ist auf die politische Philosophie von Abū l-Aʿlā al-Maudūdī gegründet. Sie kämpft für die Errichtung eines auf die Scharia gegründeten islamischen Staates, will dieses Ziel allerdings auf konstitutionellem Weg erreichen.
In den Jahren 1993 bis 1994 propagierte die Partei zusammen mit anderen Islamisten eine Politik der Zensur, die zu einem staatlichen Verbot der Schriften von Taslima Nasrin führten. Außerdem brachte die Partei den Entwurf für ein Blasphemie-Gesetz in das Parlament ein, der aber nicht angenommen wurde. In ihrem Wahlmanifest von 2008 fordert die Partei erneut die Inkraftsetzung eines Blasphemie-Gesetzes. So heißt es darin: "Ein Blasphemie-Gesetz ist zu verkündigen, um anti-religiöse Propaganda zu unterbinden und zu verfolgen und blasphemische Bemerkungen in Büchern sowie in Print- und elektronischen Medien zu verhindern."

## Organisationsstruktur
Die Partei wird von einem Ameer geleitet, dem ein Generalsekretär zur Seite steht. Derzeitiger Ameer ist Motiur Rahman Nizami. Da er seit 2014 inhaftiert ist, wird er kommissarisch von Maqbul Ahmed vertreten. Die Jamaat kontrolliert eine große Anzahl von Einrichtungen. Dazu gehören 500 Moscheen, 256 Madrasas, 82 Kindergärten und 32 Colleges in größeren Städten (Stand: 1995). Ein wichtiges Mittel zur Verbreitung der Jamaat-Ideologie sind die sogenannten Waz mahfil, öffentliche Vortragsveranstaltungen an verschiedenen Orten des Landes, die von Führern der Partei abgehalten werden und bis zu fünf Tage dauern können.
Die BJI hat mehrere Unterorganisationen, so die 1968 gegründete Bangladesh Sramik Kalyan Federation ("Bangladeschische Föderation für Arbeiterwohlfahrt") sowie die Studentenorganisation Bangladesh Islami Chhatra Shibir (BICS) und die Bangladesh Chashi Kalyan Samity ("Bangladesch Organisation für Bauernwohlfahrt"), die beide 1977 gegründet wurden. Die BICS ist an mehreren Colleges und Universitäten des Landes vertreten, so zum Beispiel der International Islamic University Chittagong, und ist auch im Madrasa-System sehr einflussreich. International ist sie in die World Assembly of Muslim Youth eingebunden. Berüchtigt sind die oft blutigen Auseinandersetzungen der Islami Chhatra Shibir mit den entsprechenden Studentenorganisationen säkularer und linksgerichteter Parteien sowie ihre Ausschreitungen gegen Hindus.

## Geschichte

### Gründungsphase in Ost-Pakistan
Die Bangladesh Jamaat-e-Islami ist aus der 1941 gegründeten Jamaat-e-Islami von Abul Ala Maududi hervorgegangen. Diese Organisation war anfangs nur relativ schwach in Ost-Pakistan organisiert. Zur Zeit der Teilung Indiens 1947 hatte sie dort nur ein Mitglied, Abdul Rahim aus Barisal. Er nahm 1946 an der Allahabad-Konferenz der Jamaat-i Islami teil und trat Ende des Jahres in die Vereinigung ein. Maulana Mohammed Rafi, der Ameer der Jamaat-Niederlassung von Indore, kam im April 1948 nach Ost-Pakistan. Zusammen mit anderen indischen Muslimen, die den gleichen Weg gegangen waren, gründete er in Dhaka die erste Zweigniederlassung der Organisation, die am 4. Mai 1948 ihre erste Sitzung abhielt. Von 1948 bis 1950 stieg die Anzahl der Mitglieder der Jamaat in Ostpakistan von vier auf 13, während die Organisation im gleichen Zeitraum 35 Sympathisanten gewinnen konnte. Als der ost-pakistanische Zweig der Jamaat im März 1951 eine Sitzung abhielt, war die Zahl ihrer Mitglieder allerdings wieder auf neun Personen abgesunken.
Um die Popularität der Organisation in Ost-Pakistan zu vergrößern, entsandte die west-pakistanische Jamaat-Zentrale 1952 eine von Ali Ahmed Khan geleitete Delegation, die durch die Region reiste. Ali Ahmed Khan wurde im Februar 1953 selbst zum Qaiyam ("Geschäftsführer") der Jamaat in Ost-Pakistan ernannt und stieg später zum Ameer auf. Unter seiner Führung machte die Arbeit große Fortschritte. Bis 1954 konnte die Organisation die Zahl der Mitglieder auf 35 steigern, und die Anzahl der Sympathisanten stieg auf 500. Die Jamaat hatte jetzt zwölf Vollzeitmitarbeiter und vier Geschäftsstellen. 1954 hielt die ost-pakistanische Jamaat in der Stadt Gaibandha eine erste Konferenz ab. Bis 1955 veröffentlichte die Zweigorganisation 20 Bücher auf Bengalisch. Bestärkt durch den Aufschwung, den die Jamaat in den beiden vergangenen Jahren in der ost-pakistanischen Provinz erlebt hatte, schickte die Jamaat-Zentrale 1954 einen zweiten Führungskader, Asad Jilani, nach Dhaka. Er blieb bis 1956 aktiv, nahm seinen Sitz in Rangpur und fungierte als Ameer der vier nördlichen Distrikte Dinajpur, Rangpur, Rajshahi und Bogra. 1956 wurde der Politikwissenschaftler Ghulam Azam zum neuen Ameer in Ost-Pakistan gewählt.

### Im Kampf gegen Autonomiebewegung und Sezession
Schon früh wandte sich die Jamaat gegen die ostpakistanische Autonomie-Bewegung. So kritisierte 1952 Maududis Zeitschrift Tarjuman al Quran die Forderung Ost-Pakistans nach Anerkennung der Bengalischen Sprache als zweiter Nationalsprache Pakistans neben dem Urdu. Die Zeitschrift argumentierte, dass die Anerkennung des Bengalischen dazu führen würde, dass die Bengalen sich nicht mehr darum bemühten, das Urdu zu erlernen. Auf diese Weise würden sie auch den Islam nicht mehr richtig kennenlernen, sich von Westpakistan entfernen und sich den Hindus annähern.
Nachdem bei den Wahlen von 1954 die von der Awami-Liga geführte Koalition der "United Front" die herrschende Muslim-Liga zu Fall gebracht hatte, revidierte die Jamaat ihren Kurs teilweise. Maududi, der 1955 oder 1956 Ost-Pakistan besuchte, gestand zu, dass einige der Klagen der Bengalen berechtigt waren, und vertrat nun selbst die Auffassung, dass Bengalisch unverzüglich als zweite Nationalsprache anerkannt werden sollte. Die United Front kritisierte er allerdings als "unheilige Allianz". Als sich Ostpakistan 1956 dafür entschied, im Rahmen der Verfassung von 1956 für ein System gemeinsamer Wahlkreise zu stimmen, missbilligte die Jamaat diesen Schritt ebenfalls scharf, mit dem Argument, dass dieser gegen Konzept der Nationalität verstoße, auf das Pakistan gegründet sei, und den Verfechtern des bengalischen Nationalismus den Weg zur Macht ebne. Auf diese Weise brachte sich die Jamaat schon in den 1950er Jahren in eine Frontstellung zu bengalischen Nationalisten, Kommunisten und Hindu-Minderheiten.
Während der Herrschaft von Muhammed Ayub Khan (1958–1969) wurde die Jamaat-e Islami zeitweise verboten. Als sie 1968 wiederzugelassen wurde, wurde Ghulam Azam erneut zum Ameer in Ost-Pakistan gewählt. In Ost-Pakistan konnte sich die Organisation jetzt auf 425 Mitglieder und 40.000 assoziierte Mitglieder stützen. Durch Mitgliedsbeiträge in Höhe von 5 Prozent des eigenen Einkommens und Zakāt-Zahlungen verfügte die Partei im Gegensatz zu vielen anderen Parteien Ost-Pakistans auch über ein eigenes Budget.
Nachdem General Yahya Khan für Oktober 1970 Wahlen angekündigt hatte, bemühte sich die Jamaat in Ost-Pakistan, eine gemeinsame Front aus islamischen Parteien zu bilden. Am 18. Januar 1970 hielt sie auf Dhaka's berühmten Platz Paltan Maidan eine öffentliche Versammlung ab. Der Antagonismus zu den säkularen bengalischen Nationalisten und Sozialisten verschärfte sich, als Ghulam Azam zusammen mit Farid Ahmad, dem Führer der Nezam-i-Islami-Partei, ihre Ideologien am 8. Februar 1970 auf einer Islamischen Konferenz in Dhaka  öffentlich anprangerte. Ghulam Azam wiederholte seine Kritik an ihnen am 31. Mai auf einer Pressekonferenz in Dhaka und sagte, dass der bengalische Nationalismus eine große Bedrohung für die Integrität und Solidarität Pakistans darstelle. Bei den Wahlen schnitt die Jamaat als zweitgrößte Partei ab und erhielt ungefähr zehn Prozent der Stimmen. Dies war allerdings nur sehr wenig gegenüber den 76 Prozent, die die Awami-Liga gewann, die wenige Monate später die Unabhängigkeitsbewegung anführte.
Den von der Awami-Liga im März 1971 ausgerufenen Staat Bangladesch lehnte die Jamaat als eine weitere Aufspaltung der südasiatischen muslimischen Gemeinschaft mit großer Entschiedenheit ab. Während des Unabhängigkeitskriegs unterstützte die Jamaat die pakistanische Armee bei ihrem Völkermord an den Bengalen. Ghulam Azam stellte sich auf die Seite der Zentralregierung und half bei der Organisation paramilitärischer Verbände, der sogenannten Badr-Brigaden. Sie nahmen während und nach dem Krieg an der gezielten Ermordung bengalischer Intellektueller teil. Nach dem Krieg bemühte sich die Jamaat, die durch die Armee begangenen Gräueltaten zu verschleiern.

### Neugründung als Partei in Bangladesch
Nachdem Ost-Pakistan im Dezember 1971 unter dem Namen Bangladesch die Unabhängigkeit erlangt hatte, erhielt der Staat dort unter der Regierung von Mujibur Rahman eine klar säkularistische Ausrichtung. Die Jamaat-e-Islami wurde aufgrund der Verfassung von Bangladesch von 1972, die in Artikel 38 auf religiöse Identität gegründete Organisationen und die Benutzung von Religion für politische Zwecke verbot, formal aufgelöst. So konnte die Partei auch nicht an den Wahlen von 1973 teilnehmen, die der von Mujibur Rahman geführten Awami-Liga einen glänzenden Wahlsieg einbrachten. Allerdings begann sich die Partei schon im Mai 1972 zu reorganisieren. Bis Ende des Jahres konnte sie 120 lokale Zirkel gründen, die wöchentliche Treffen abhielten und darauf hin arbeiteten, die "bengalischen Muslime an ihr islamisches Erbe zurückzubinden" und "das Volk gegen den säkularen Nationalismus" zu erziehen, der die ideologische Basis der Verfassung des neuen Staates bildete.
Die Rehabilitation der Jamaat begann 1975 nach der Ermordung Mujibur Rahmans und dem Aufstieg von General Ziaur Rahman zur Macht. Als 1976 Ziaur Rahmans Militärregierung die Islamische Demokratische Liga (IDL)  als neue Partei genehmigte, begannen die Jamaat-Aktivisten, in ihren Reihen aktiv zu werden. Die Liga wurde selbst von Maulana Abdur Rahim, dem Ameer der Jamaat, angeführt. Die Jamaat und andere islamisch orientierte Parteien gewannen weiter an Boden, als Ziaur Rahman 1977 den Säkularismus in der bangladeschischen Verfassung durch "das absolute Vertrauen und den Glauben an Gott" ersetzte. Noch im gleichen Jahre gründete die Jamaat ihre Studentenorganisation Bangladesh Islami Chhatra Shibir und ihre Bauernorganisation Bangladesh Chashi Kalyan Samity. Ghulam Azam selbst konnte 1978 mit einem pakistanischen Reisepass nach Bangladesch zurückkehren.
Einige Führer der Jamaat ließen sich bei den allgemeinen Wahlen von 1979 als Kandidaten der IDL aufstellen, und sechs von ihnen wurden gewählt. Im Wahlkampf hatten sie der Awami-Liga den Kampf erklärt und dazu aufgerufen, "den Islam sicher in den Händen des Präsidenten Ziaur Rahman zu bewahren". Als Ziaur Rahman im Mai 1979 das Verbot religionsbasierter politischer Parteien aufhob, konnte sich die Jamaat-e-Islami in Bangladesch offiziell wiederbegründen. Ihr erster Ameer wurde Maulana Abbas Ali Khan. Ghulam Azam konnte offiziell nicht selbst die Führung der Partei übernehmen, weil er nicht die bangladeschische Staatsbürgerschaft besaß, doch zog er hinter den Kulissen die Fäden.

### Aufbau der Organisation während der 1980er Jahre
In den späten 1970er und den frühen 1980er Jahren war die Jamaat nach eigener Einschätzung eine vorwiegend städtische Partei, die sich an die religiös ausgerichteten gebildeten Wählerschichten richtete. Die Anzahl ihrer Vollmitglieder belief sich auf 650, die der assoziierten Mitglieder auf über 100.000. 90 Prozent davon entstammten der unteren Mittelschicht.
Bei den umstrittenen Wahlen für den Jatiya Sangsad 1986 konnte die Jamaat zehn Sitze und 4,61 Prozent der Stimmen gewinnen. Allerdings befasste sich die Partei in dieser Zeit weniger mit den politischen und ökonomischen Fragen des Landes als mit dem Aufbau ihres organisatorischen Netzwerkes und der Popularisierung ihrer Ideologie. Maududis Werke wurden dafür ins Bengalische übersetzt und in der Bevölkerung verbreitet. 1989 besaß die wiedererstarkte Jamaat in Bangladesch 5.000 Vollmitglieder, 50.000 Mitarbeiter, 500.000 assoziierte Mitglieder, 68 Distriktbüros, 5.000 Lokalbüros, 500 Schulen und 200 Krankenhäuser. Im Laufe der 1980er Jahre nahm der ohnehin schon hohe Anteil von Führungsmitgliedern mit westlicher Ausbildung noch einmal stark zu. Unter den Vollmitgliedern gab es auch einige Frauen (1987: 79 Frauen).
Ende der 1980er Jahre kämpfte die Jamaat an der Seite der säkular-nationalen Parteien mit Demonstrationen und Streiks gegen die autokratische Regierung von Hossain Mohammad Ershad. Aus Protest gegen Ershads Militärdiktatur gaben am 3. Dezember 1987 die zehn Abgeordneten der Jamaat ihren Sitz auf. Ihre politische Agenda konzentrierte sich in dieser Zeit auf die folgenden Themen: a) Bildung einer Allianz von Parteien zur Wiederherstellung der Demokratie, b) Widerstand gegen die Hegemonie Indiens, c) Stärkung der Beziehungen mit "islamischen Ländern" wie Pakistan, d) aktives Engagement Bangladeschs in Angelegenheiten der islamischen Welt. Zur Lösung der bangladeschischen Gesundheitskrise schlug die Jamaat den Aufbau einer Armee von Paramedikern nach dem Vorbild der chinesischen Barfußärzte vor. Das Engagement der Jamaat in der Anti-Ershad-Bewegung und bei den Kampagnen für demokratische Wahlen brachte der Partei in dieser Zeit große Popularität ein.

### Als "Königsmacher" in den frühen 1990er Jahren
Nach dem Übergang zur Demokratie Anfang der 1990er Jahre begann die Partei, die Rolle des "Königsmachers" zu spielen. Bei den Jatiya-Sangsad-Wahlen im Februar 1991, bei denen die Jamaat für 222 Parlamentssitze kandidierte, errang sie einen beachtlichen Wahlerfolg. Sie gewann insgesamt 12,13 Prozent der Stimmen und konnte sich 18 Parlamentssitze sichern. Erstmals konnte die Partei bei diesen Wahlen auch ländliche Wahlkreise für sich gewinnen. Nach der Wahl warben sowohl die Awami-Liga als auch die BNP um die Unterstützung der Jamaat. Die Jamaat unterstützte schließlich die BNP und sicherte sich damit zwei von 30 Sitzen in der Sangsad, die für Frauen reserviert waren.

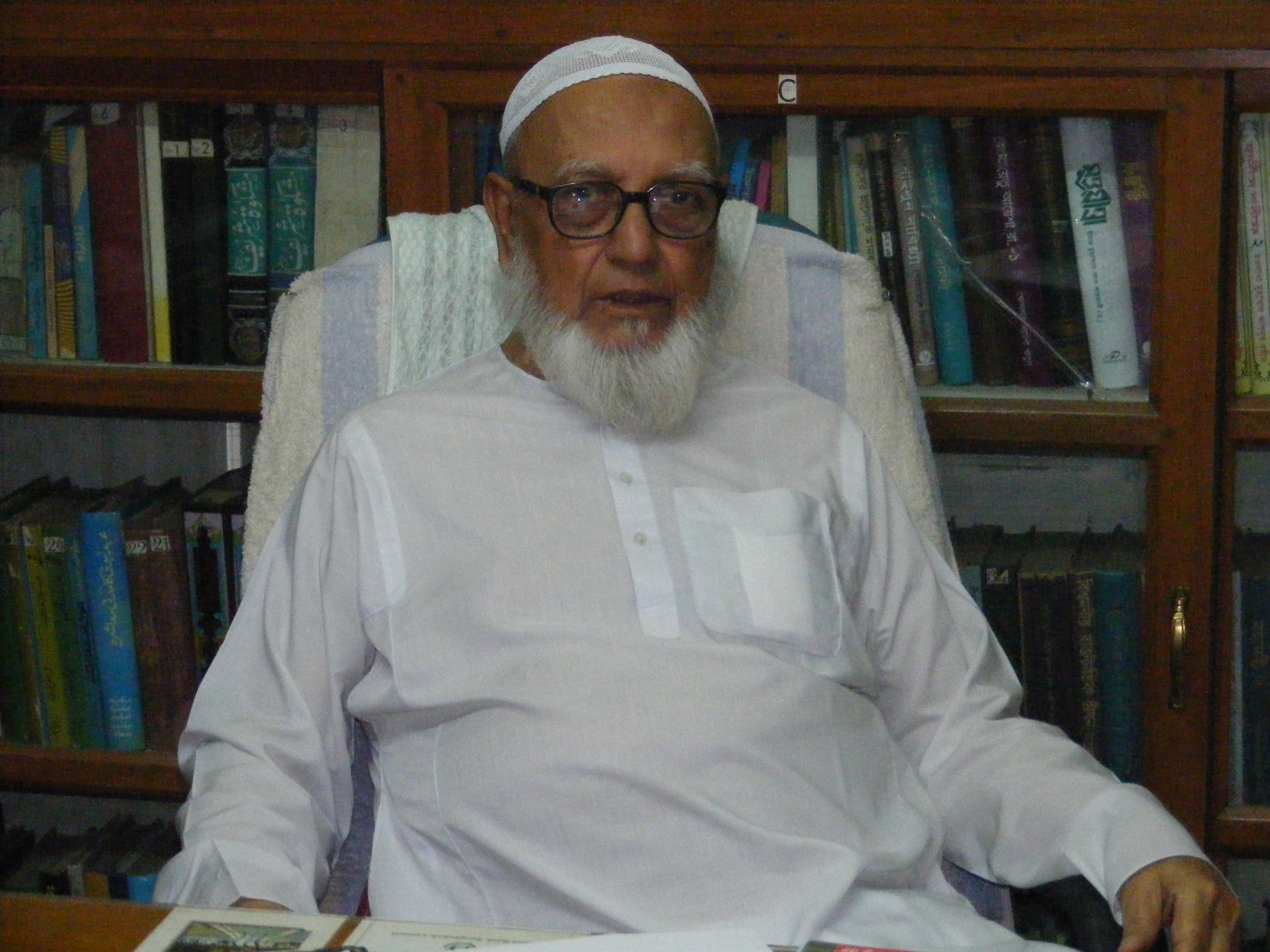
Ghulam Azam, von 1991 bis 2000 der Ameer der BJI

Im Dezember 1991 wählte die Jamaat Ghulam Azam auch offiziell zu ihrem Ameer, mit dem Argument, dass er von Geburt her Staatsbürger von Bangladesch sei. Daraufhin gründeten liberal-säkulare Aktivisten 1992 das Ekattorer Ghatak-Dalal Nirmul Committee (GhaDaNiC), um Ghulam Azam wegen seiner Rolle als Kollaborateur der pakistanischen Armee während des Befreiungskrieges von 1971 vor Gericht zu stellen. Im Gegenzug unterstützte die Jamaat das Committee for the Annihilation of the Collaborators of India, das darauf abzielte, liberal-säkulare politische Aktivisten als indische Agenten zu diskreditieren. Am 24. März 1992 ließ die Regierung Ghulam Azam verhaften, unter dem Vorwurf, dass er mit der Übernahme des Ameer-Amtes in der Jamaat trotz seiner fehlenden Staatsangehörigkeit gegen Artikel 38 der Verfassung verstoßen hatte.
Hieraufhin ging die Jamaat eine politische Allianz mit der Awami-Liga und der Jatiya Partei ein und schloss sich der von der Awami-Liga angeführten Bewegung zur Einführung des Non-Party Caretaker Government (NPCG) an, das auf die Ablösung der BNP-Regierung von Khaleda Zia abzielte. Die Jamaat rechtfertigte ihre Unterstützung dieses Treuhänder-Regierungssystems damit, dass es ursprünglich auf eine Idee Ghulam Azams zurückging. Die Jamaat hatte nämlich 1983 dieses Modell zum ersten Mal in die politische Debatte eingebracht. Nachdem 1994 der Oberste Gerichtshof von Bangladesch Ghulam Azam die Staatsangehörigkeit zugesprochen hatte, traten im Dezember des gleichen Jahres die Sangsad-Abgeordneten der Jamaat zurück, um die Caretaker-Bewegung zu stärken. Außerdem organisierte die Jamaat zusammen mit der Awami-Liga eine Serie landesweiter Hartals und Demonstrationen gegen die Regierung. Die Zusammenarbeit zwischen Awami-Liga und Jamaat war so eng, dass 1995 Scheich Hasina, die Vorsitzende der Awami-Liga, sogar Versuchen liberal-säkularer Aktivisten, ein Treffen der Jamaat in Chittagong zu verhindern, entgegentrat. Der Kampf des Parteienbündnisses führte im März 1996 schließlich zum Rücktritt von Khaleda Zia.

### Die Wahlniederlage von 1996
Ein wichtiges Thema im Wahlkampf der Jamaat für die Jatiya-Sangsad-Wahlen vom 12. Juni 1996 war die Privatisierung der Staatsunternehmen. In ihrem Wahlprogramm von 1996 forderte sie, dass die regierungseigenen Unternehmen stufenweise und unter Berücksichtigung des Interesses des Volkes, der Mitarbeiter und der Belegschaft in private Hände übergehen sollten. Außerdem setzte sie sich für die Förderung des Kleingewerbes und den Schutz des Inlandskapitals ein, das sie durch das Eindringen multinationaler Konzerne in den heimischen Markt bedroht sah.
Insgesamt konnte sich die Jamaat bei den Wahlen von 1996 allerdings nur drei Sitze und 8,61 Prozent der Stimmen sichern, obwohl sie für erheblich mehr Sitze kandidiert hatte als 1991. Maidul Islam führt dies darauf zurück, dass die Jamaat mit ihrer uneindeutigen Position gegenüber der BNP einen großen Teil ihrer traditionellen Wählerschaft verunsichert hatte. Elora Shehabuddin dagegen meint, dass die allgemeine Wahrnehmung der Jamaat als frauenfeindlicher Partei ein entscheidender Grund für ihr schlechtes Abschneiden war. Viele ländliche Frauen hatten befürchtet, bei einem Erstarken der Jamaat ihre durch die NGOs zur Verfügung gestellten Arbeits- und Ausbildungsmöglichkeiten zu verlieren. Dabei hatte die Jamaat im Wahlkampf selbst eine Anzahl von Reformen vorgeschlagen, um Arbeitsplätze für Frauen zu schaffen. Sie hatte allerdings keine weiblichen Kandidaten für die Wahlen aufgestellt. Ein weiterer Faktor, der die Wahlen beeinflusste, waren die staatlichen Kampagnen zur "Wähler-Erziehung" in ihrem Vorfeld. In einigen Regionen waren bei diesen Kampagnen die Wähler dazu angehalten worden, auf keinen Fall für die Jamaat zu stimmen.
Nach den Wahlen kehrte die Jamaat an die Seite der BNP zurück und bemühte sich zusammen mit ihr darum, die bei den Wahlen an die Macht gelangte Awami-Liga-Regierung aus dem Amt zu drängen. Ghulam Azam, der von einigen jüngeren Parteikadern für die Wahlniederlage von 1996 verantwortlich gemacht wurde, trat im Dezember 2000 von seinem Amt zurück, und Motiur Rahman Nizami, der bisherige Generalsekretär, wurde zum neuen Ameer der Jamaat.

### Beteiligung an der BNP-Regierung (2001–2006)
Bei der Parlamentswahl vom Oktober 2001 ging die Jamaat erneut ein taktisches Bündnis mit der BNP ein. Zusammen mit der Islami Oikya Jote ("Vereinigte islamische Front") und noch einer anderen islamischen Partei schloss sie sich der von der BNP angeführten Vier-Parteien-Allianz an. Aufgrund des Wahldebakels von 1996 traf die Jamaat mit der BNP eine Wahlvorabsprache und kandidierte nur für 31 Sitze. Auf diese Weise konnte sie sich aber 17 Sitze sichern, obwohl sie nur 4,28 Prozent der Stimmen erhielt. Insgesamt gewann die Vier-Parteien-Allianz bei den Wahlen mehr als zwei Drittel der Sitze und konnte damit die Regierung stellen. In das von Khaleda Zia geführte Kabinett wurden zwei Minister der Jamaat aufgenommen, nämlich Motiur Rahman Nizami als Minister für Landwirtschaft und Ali Ahsan Mohammad Mujahid, sein Generalsekretär, als Minister für Soziale Wohlfahrt. Nizami wechselte 2003 das Ressort und wurde Minister für Industrie. 
Andere islamische Gruppen Bangladeschs missbilligten die Beteiligung der Jamaat an der von Khaleda Zia geführten Regierung, weil sie die Übernahme von politischen Führungspositionen durch Frauen ablehnten. Zu militanten islamischen Gruppen wie der Jamaat-ul-Mujahideen Bangladesh (JMB), die am 17. August 2005 landesweit eine Serie von Bombenattentaten in Bangladesch verübten, hielt die Jamaat zwar offiziell Distanz, doch zeigten die Vernehmungen nach den Anschlägen, dass mehrere der Terroristen enge Beziehungen zur Führungsspitze der Jamaat unterhielten. Die Regierung Khaleda Zias, an der die Jamaat beteiligt war, blieb bis zum Oktober 2006 im Amt, danach folgte ab Januar 2009 eine vom Militär unterstützte Treuhänder-Regierung unter dem parteilosen Premierminister Fakhruddin Ahmed.
Bei der Parlamentswahl vom Dezember 2008 trat die Jamaat in 39 Wahlkreisen an. Wichtige Themen in ihrem Wahlprogramm waren die Entwicklung des privaten Sektors, die Förderung ausländischer Investitionen und die Entpolitisierung der Bildungsinstitutionen. Die Partei konnte sich bei den Wahlen allerdings nur zwei Sitze sichern, obwohl sie 4,6 Prozent der Stimmen erlangte. Das Wahldebakel stürzte die Jamaat in eine tiefe Krise. Vertreter der Partei führten die Wahlniederlage darauf zurück, dass sowohl die Medien als auch die Treuhänder-Regierung die Awami-Liga öffentlich unterstützt hatten, gestanden aber auch zu, dass die Vier-Parteien-Allianz im Kampf gegen Inflation, Terrorismus und Probleme bei der Elektrizitätsversorgung nicht genügend erfolgreich gewesen sei. Andere Autoren weisen darauf hin, dass schon vorher die mangelnde Bereitschaft der Jamaat-Führung, ihre Fehler von 1971 einzusehen, die Kluft zwischen Partei und Bevölkerung vergrößert hatte. Ghulam Azam rechtfertigte 2008 die Haltung der Jamaat während des Unabhängigkeitskrieges damit, dass dieser Krieg mit dem Slogan "Sozialismus" und "Säkularismus" geführt worden war.

### Kriegsverbrecherprozesse gegen die Führungsspitze der Jamaat ab 2009
| Person                     | Urteil                                                                                | Ref.                 |
| -------------------------- | ------------------------------------------------------------------------------------- | -------------------- |
| Abul Kalam Azad            | Todesurteil (in Abwesenheit) 21. Jan 2013                                             | [ 67 ]               |
| Abdul Quader Mollah        | lebenslange Haft 5. Februar 2013 Todesurteil 17. Sept. 2013 vollstreckt 12. Dez. 2013 | [ 68 ] [ 69 ] [ 70 ] |
| Delwar Hossain Sayeedi     | Todesurteil 28. Feb. 2013 in lebenslange Haft umgewandelt 17. Sept. 2014              | [ 71 ] [ 72 ]        |
| Muhammad Kamaruzzaman      | Todesurteil 9. Mai 2013 vollstreckt 11. Apr. 2014                                     | [ 73 ] [ 74 ]        |
| Chowdhury Mueen Uddin      | Todesurteil 3. Nov. 2013 (in Abwesenheit)                                             | [ 75 ]               |
| Ashrafuzzaman Khan         | Todesurteil 3. Nov. 2013 (in Abwesenheit)                                             | [ 75 ]               |
| Ghulam Azam                | Todesurteil 15. Jul 2013 natürlicher Tod 23. Okt. 2013                                | [ 76 ] [ 77 ]        |
| Ali Ahsan Mohammad Mujahid | Todesurteil 16. Jun 2015 vollstreckt 21. Nov. 2015                                    | [ 78 ] [ 79 ]        |
| Abul Kalam Muhammad Yusuf  | verhaftet 12. Mai 2013 natürlicher Tod 9. Feb. 2014                                   | [ 80 ] [ 81 ]        |
| Motiur Rahman Nizami       | Todesurteil 29. Okt. 2014 vollstreckt 11. Mai 2016                                    | [ 82 ] [ 83 ]        |
| Mir Quasem Ali             | Todesurteil 2. Nov. 2014 vollstreckt 3. September 2016                                | [ 82 ] [ 84 ]        |

Die neue Regierung der Awami-Liga unter Scheich Hasina ab 2008 löste ein Wahlversprechen ein und installierte das International Crimes Tribunal von Bangladesch (ICT-BD, „Internationale Verbrechens-Tribunal“), das sich mit der Aufarbeitung der Menschenrechtsverbrechen während des Bangladesch-Krieges 1971 befassen sollte. Neun führende Politiker der Jamaat wurden angeklagt. Eines der ersten Urteile erging gegen Abdul Quader Mollah, während des Unabhängigkeitskriegs Mitglied der Badr-Brigaden. Er wurde am 5. Februar 2013 wegen Verbrechen gegen die Menschlichkeit und Kriegsverbrechen zu einer lebenslangen Haftstrafe verurteilt. Am 15. Juli 2013 wurde der frühere Parteiführer von Jamaat, Ghulam Azam zu 90 Jahren Haft verurteilt. Am 17. Juli 2013 wurde Ali Ahsan Mohammad Mojaheed, der Generalsekretär der Jamaat, zum Tode verurteilt. Muhammad Kamaruzzaman, Vize-Generalsekretär der BJI, wurde am 9. Mai 2013 wegen mehrfachen Mordes, Vergewaltigung, Folter und Entführung zum Tode verurteilt. 
Auch gegen den Parteiführer Motiur Rahman Nizami wurde ein Todesurteil ausgesprochen, das auch im Berufungsverfahren am 6. Januar 2016 bestätigt wurde.

Distrikte Bangladeschs, die 2013 von den Ausschreitungen der Jamaat gegen Hindus betroffen waren.

Die Prozesse spalteten die bangladeschische Öffentlichkeit. Von den einen wurden sie empathisch als die langersehnte Gerechtigkeit für die Opfer der Menschenrechtsverbrechen von 1971 angesehen, andere sahen hierin einen Rachefeldzug der Awami-Liga-Regierung gegen Oppositionelle. Als Abdul Quader Mollah im Februar 2013 zu einer lebenslangen Haftstrafe verurteilt wurde, organisierten säkulare Aktivisten eine Massenkundgebung auf dem Shahbagh-Platz in Dhaka, bei der sie für Mollah die Todesstrafe forderten. Unter dem Druck der Öffentlichkeit ließ die Regierung daraufhin mit ihrer Parlamentsmehrheit am 17. Februar 2013 ein Gesetz verabschieden, das es künftig nicht nur der Verteidigung, sondern auch der Regierung erlaubte gegen die Urteile des Internationalen Verbrechens-Tribunals in Berufung zu gehen. Am 3. März 2013 plädierte die Regierung im Fall Mollah auf die Todesstrafe, während die Verteidigung am Folgetag auf Freispruch plädierte. Letztlich folgte das Oberste Gericht Bangladeschs als Berufungsinstanz dem Antrag der Regierung und verurteilte Mollah zum Tode. Am 12. Dezember 2013 wurde er hingerichtet. Umgekehrt ging die Jamaat im Februar und März 2013 als Reaktion auf das Todesurteil gegen Sayeedi in mehreren Bezirken Bangladeschs brutal gegen die Hindu-Minderheiten vor. Mehrere Hindu-Tempel und zahlreiche Häuser von Hindus gingen in Flammen auf und es gab landesweit mindestens 40 Todesopfer.  Einer der wesentlichen Anklagepunkte gegen Sayeedi war die Terrorisierung von Hindus mit Vertreibungen und Zwangsbekehrungen zum Islam gewesen. Im Berufungsverfahren milderte das Oberste Gericht die Todesstrafe Sayeedis zu lebenslanger Haft ab. Das Todesurteil gegen Kamaruzzaman im Mai 2013 führte zu schweren Straßenkämpfen in Dhaka, bei denen mehrere Dutzend Menschen getötet wurden.
Am 11. Mai 2016 wurde der amtierende Emir, Motiur Rahman Nizami nach einem jahrelangen Prozessverfahren in Dhaka hingerichtet. Jamaat rief für den 13. Mai 2016 zu einem landesweiten hartal auf.
Von internationalen Beobachtern wurde zwar begrüßt, dass die schweren Menschenrechtsverbrechen endlich juristisch aufgearbeitet wurden, aber mit Besorgnis bemängelt, dass die Prozessverfahren zum Teil nicht streng rechtsstaatlichen Grundsätzen genügten.

### Entzug der Registrierung 2013
Im Jahr 2008 führte die damals amtierende Übergangsregierung unter Premierminister Fakhruddin Ahmed die Regelung ein, dass politische Parteien sich für die Teilnahme an Wahlen bei der Wahlkommission von Bangladesch zu registrieren hätten. Die Jamaat reichte daraufhin den Antrag auf Registrierung bei der Wahlkommission ein. Dieser Antrag wurde jedoch von einigen konkurrierenden islamischen, aber nicht islamistischen Parteien, darunter der Bangladesh Tariqat Federation, der Jaker Party und der Sammilita Islami Jote angefochten. Die Jamaat-Gegner brachten vier Punkte vor: 1. zum einen erkenne Jamaat nicht den Volkswillen als oberstes Prinzip der Gesetzgebung an, 2. nach der Wahlordnung seien kommunalistische Parteien, die nur bestimmte Partikularinteressen vertreten, verboten, 3. dürfe eine registrierte politische Partei keine Diskriminierung aufgrund von Geschlecht und Religion üben; bei Jamaat seien jedoch Frauen und Nicht-Muslime von der Führungsposition ausgeschlossen, und 4. sei Jamaat eine Unterabteilung einer ausländischen Organisation, die in Indien ihre Wurzeln habe und Zweige in der ganzen Welt.
Am 1. August 2013 entzog das Oberste Gericht von Bangladesch der Jamaat die Registrierung als politische Partei. Dies hatte zur Folge, dass die Jamaat bei der Parlamentswahl 2014 nicht kandidieren konnte. Die Partei ging gegen das Urteil in Berufung. Außerdem beteiligte sie sich im Juli 2013 und Januar 2014 zusammen mit der BNP an landesweiten Hartals, Blockaden und Streiks, die die Wirtschaft lahmlegten, um ihrer Forderung nach Rücktritt der Awami-Liga-Regierung und Abhaltung von Neuwahlen unter einer Caretaker-Regierung Nachdruck zu verleihen.
Die Partei wurde als Organisation allerdings nicht verboten. So konnte sie auch an den im Februar und März 2014 abgehaltenen Upazila-Wahlen teilnehmen. Sie ging aus diesen Wahlen als drittstärkste Partei nach der Awami-Liga und der BNP hervor und gewann 35 der insgesamt 457 Chairman-Posten. Allerdings hat die Regierung im März 2014 einen Vorstoß zu einem allgemeinen Verbot religiöser Parteien unternommen, das auch die Jamaat treffen könnte.

## Liste der Ameere der BJI
- Ghulam Azam (1956–1971)
- Abdul Khaleque (1971–1972)
- Maulana Jabbar (1972–1973)
- Maulana Rahim (1973–1979)[99]
- Abbas Ali Khan (1979–1991)
- Ghulam Azam (1991–2000)
- Motiur Rahman Nizami (2000–2016)
- Maqbul Ahmed (2016–)

## Bisherige Wahlergebnisse
Die folgende Tabelle zeigt die Wahlergebnisse (gewonnene Mandate und Stimmenanteil) bei den Parlamentswahlen in Bangladesch. Durch das geltende relative Mehrheitswahlrecht ist Jamaat als eher kleine Partei grundsätzlich benachteiligt und hat meist weniger Parlamentssitze erhalten, als ihrem Stimmenanteil entsprach.
| Wahl        | Stimmenanteil (%)                      | Sitze (Zahl)                           | Sitze (%)                              |
| ----------- | -------------------------------------- | -------------------------------------- | -------------------------------------- |
| 1973        | keine Zulassung zur Wahl               | keine Zulassung zur Wahl               | keine Zulassung zur Wahl               |
| 1979        | keine Kandidatur unter dem Parteinamen | keine Kandidatur unter dem Parteinamen | keine Kandidatur unter dem Parteinamen |
| 1986        | 4,61 %                                 | 10/300                                 | 3,3 %                                  |
| 1988        | Wahlboykott                            | Wahlboykott                            | Wahlboykott                            |
| 1991        | 12,13 %                                | 18/300                                 | 6,0 %                                  |
| 1996 (Feb.) | Wahlboykott                            | Wahlboykott                            | Wahlboykott                            |
| 1996 (Jun.) | 8,61 %                                 | 3/300                                  | 1,0 %                                  |
| 2001        | 4,28 %                                 | 17/300                                 | 5,7 %                                  |
| 2008        | 4,61 %                                 | 2/300                                  | 0,7 %                                  |
| 2014        | keine Zulassung zur Wahl               | keine Zulassung zur Wahl               | keine Zulassung zur Wahl               |